# Daewoo Racer
Daewoo Racer, i Australasien mest Daewoo 1.5i, var en personbil fra bilfabrikanten Daewoo. Modsat navnet var bilen ikke en sportsvogn, men derimod en licenskopi af Opel Kadett E. Den oprindelige Daewoo Racer solgtes ikke i Vesteuropa, men derimod hovedsageligt i Østeuropa. Også den i Vesteuropa under navnet Daewoo Nexia solgte model, en optisk modificeret version af Kadett E, blev i Østeuropa i nogle sedanversioner solgt som Racer eller Super Racer.
I Thailand solgtes modellen efter et facelift også under navnet Daewoo Fantasy som f.eks. i Sydamerika samt Daewoo Pointer. I Sydkorea, Daewoos hjemland, hed modellen Daewoo LeMans.